# Михайловское (городской округ Шаховская)
Михайловское — деревня в городском округе Шаховская Московской области России.

## Население
| 1852 | 1859 | 1926 | 2002 | 2006 | 2010 |
| ---- | ---- | ---- | ---- | ---- | ---- |
| 60   | ↗62  | ↗105 | ↘10  | ↘3   | →3   |

## География
Расположена примерно в 4 км к северо-востоку от районного центра — посёлка городского типа Шаховская. В деревне одна улица — Зеленодольская. Соседние населённые пункты — деревни Лобаново, Пленицино и Рождествено. В деревне останавливается автобус №41, идущий от райцентра.

## Исторические сведения
В середине XIX века деревня Михайловская относилась к 1-му стану Волоколамского уезда Московской губернии и принадлежала князю Валентину Михайловичу Шаховскому. В деревне было 8 дворов, крестьян 28 душ мужского пола и 32 души женского.
В «Списке населённых мест» 1862 года Михайловское — владельческая деревня 1-го стана Волоколамского уезда Московской губернии по левую сторону Московского тракта, шедшего от границы Зубцовского уезда на город Волоколамск, в 25 верстах от уездного города, при прудах, с 10 дворами и 62 жителями (30 мужчин, 32 женщины).
По данным на 1890 год входила в состав Бухоловской волости, число душ мужского пола составляло 17 человек.
В 1913 году — 14 дворов.
По материалам Всесоюзной переписи населения 1926 года — деревня Рождественского сельсовета Судисловской волости Волоколамского уезда, проживало 105 человек (49 мужчин, 56 женщин), насчитывалось 16 крестьянских хозяйств.
С 1929 года — населённый пункт в составе Шаховского района Московской области.
1994—2006 гг. — деревня Белоколпского сельского округа Шаховского района.
2006—2015 гг. — деревня сельского поселения Раменское Шаховского района.
2015 — н. в. — деревня городского округа Шаховская Московской области.